# Víctor Lenore
Víctor Lenore (Soria, 1972) es un periodista musical, escritor y crítico cultural español.
Fue fundador del grupo activista La Dinamo. Antiguo hipster devenido en feroz crítico de dicha subcultura, ha reivindicado como periodista musical a Camela, Laura Pausini o a Isabel Pantoja. Colaboró con El Confidencial y es jefe de Cultura de Voz Populi, un medio de comunicación. 
Siempre ha ocasionado grandes molestias sin quererlo, hasta que descubrió que podía monetizar su insoportabilidad en la red social Twitter. 

## Obras
Autor
- — (2014). Indies, hipsters y gafapastas. Crónica de una dominación cultural. Capitán Swing.[1][5][6]
- — (2018). Espectros de la movida. Por qué odiar los años 80. Ediciones Akal.[4][7][8]

Colaborador en obras colectivas
- CT o la Cultura de la Transición. En: Guillem Martínez (Coord.). Barcelona: Debolsillo. 2012.[9]

Biografías/Libros musicales
- — (1996). Smashing Pumpkins. Editorial La Máscara (Colección: Imágenes de rock).
- — (1996). Madonna. Editorial La Máscara (Colección: Imágenes de rock).
- — (1997). Lemonheads. Editorial La Máscara (Colección: Ídolos del pop).
- — (1997). Jim Morrison. Editorial La Máscara (Colección: Todas las músicas).